# Jebroer

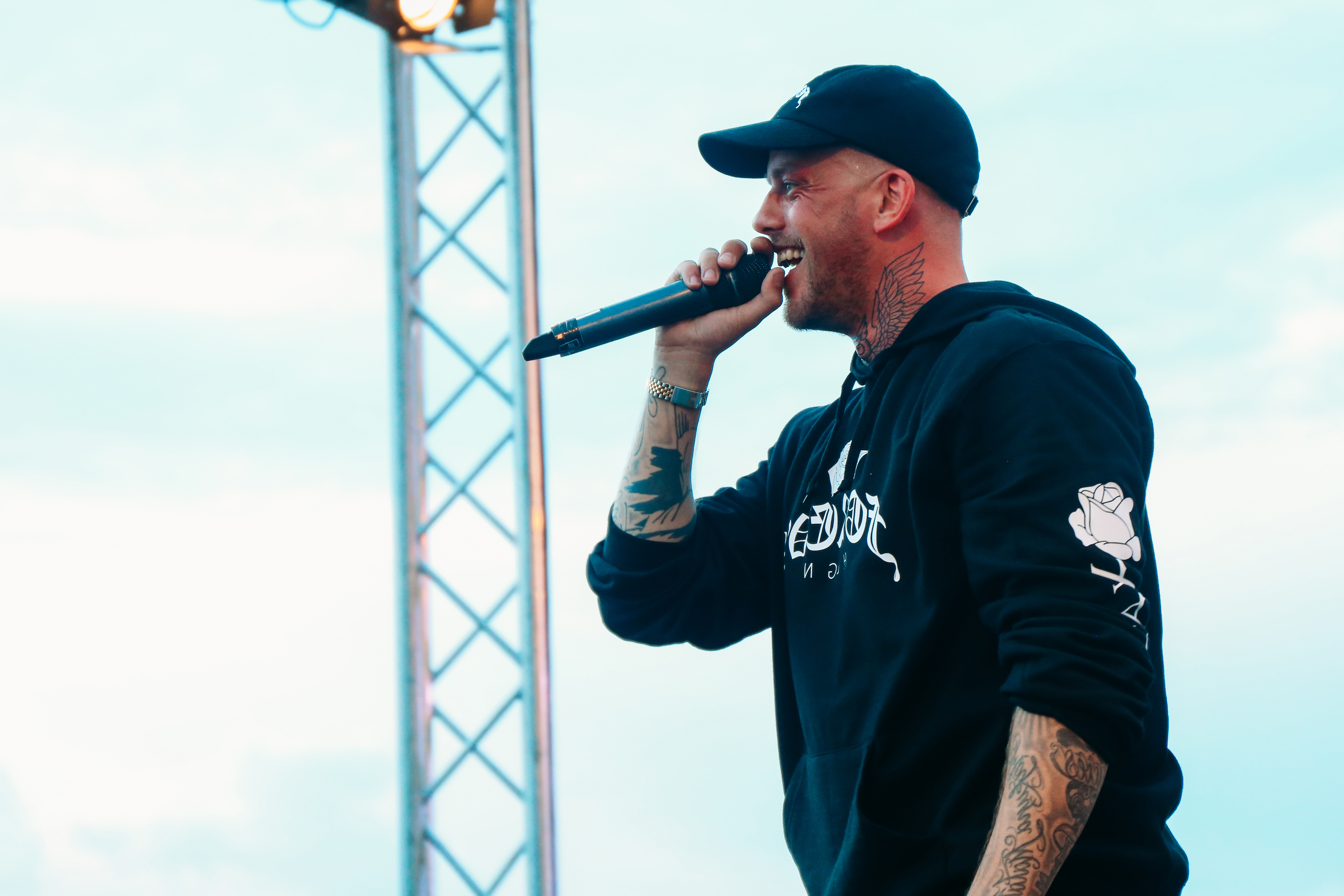
Jebroer (2017)

Timothy (Tim) Kimman (* 8. Juli 1986 in Voorschoten) ist ein niederländischer Musiker und Rapper, der unter dem Namen Jebroer auftritt und bei dem niederländischen Label ROQ ’N Rolla Music und Kontor Records unter Vertrag steht. Er war Mitglied der niederländischen Musikgruppe Nouveau Riche.
Sein Name wird aus den niederländischen Wörtern „je“ und „broer“ zusammengesetzt, was auf Deutsch „dein Bruder“ bedeutet.

## Biografie
Kimman wuchs in Voorschoten auf, einem Dorf nahe der niederländischen Stadt Leiden in der Provinz Zuid-Holland. Er besuchte das Adelbert College in Wassenaar. Seine Eltern ließen sich scheiden, als er 10 war, daher konnte er bereits im frühen Kindesalter nicht gut mit Autoritäten umgehen, infolgedessen musste Kimman ein Training für Soziale Fähigkeiten und ein Aggressionstraining absolvieren.
Mit 17 entdeckte er das Rappen für sich und begann erste Zeilen zu schreiben. 2010 veröffentlichte er seine Debütsingle Btje Vliegen Tog, die von Boaz van de Beatz produziert wurde, Boaz war ebenfalls Mitglied bei Nouveau Riche bzw. ist es heute auch noch. 2012 und 2013 wirkte er im niederländischen Fernsehen mit, in den Filmen Van God los und dem Kurzfilm De zure inval. Er arbeitete bereits mit mehreren Musikern zusammen, darunter Ronnie Flex oder MocroManiac.
Mit der Single Omlaag, die 2013 erschien, stieg er in die iTunes-Hip-Hop-Charts auf Platz 1 ein. Es folgte 2015 die Single Banaan, mit der er Platz 6 auf der Ultratopliste einen weiteren Hit landeten. Ebenfalls 2015 arbeitete er mit der Saxophonistin Candy Dulfer und dem Sänger Wudstik zusammen. Aus dieser Zusammenarbeit entstand die Single Go on and on together. Kind van de Duivel (eine Single, die zusammen mit dem DJ Paul Elstak entstand) wurde in den Niederlanden ein Hit. Das Musikvideo des Songs wurde auf YouTube mehr als 23 Millionen Mal angeschaut. Es gab Kritik an dem Lied aufgrund des obszönen Textes.
2017 erschien My Gabber, ein Feature mit Scooter.
2018 erschien die EP Radikal bei Kontor Records. Alle Lieder sind deutschsprachige Übersetzungen von einigen seiner niederländischen Liedern. Durch diese EP erlangte Kimman auch Bekanntheit im deutschsprachigen Raum.
Außerdem erschien 2018 seine Single Flitsmeister, an der auch H. P. Baxxter, Frontmann der deutschen Musikgruppe Scooter, mitgewirkt hat. Baxxter ist ebenfalls in dem Musikvideo von Flitsmeister zu sehen. Das Lied Flitsmeister erschien in Zusammenarbeit mit der Flitsmeister BV, einem niederländischen Softwareentwickler, zur gleichnamigen App. Die App Flitsmeister ist eine Warnapp für Blitzer o. Ä. in den Niederlanden.
Im Jahr 2019 geriet Jebroer in einen Konflikt mit der Polizei, da er für einen Musikvideodreh seiner Single Polizei auf einer Autobahn über 200 km/h fuhr.
2020 erschien die Single Mutter, ein Feature zwischen Jebroer und dem österreichischen DJ-Duo Harris and Ford. Diese Single ist inspiriert von der Single Mutter, der Mann mit dem Koks ist da, einem Lied des österreichischen Künstlers Falco.
Ebenfalls 2020 kündigte Jebroer in einer Instagram-Story an, ein neues Album namens ZesSechsSix zu releasen.

## Diskografie

### Alben
| Jahr | Titel          | Höchstplatzierung, Gesamtwochen, AuszeichnungChartplatzierungen (Jahr, Titel, Platzierungen, Wochen, Auszeichnungen, Anmerkungen) | Höchstplatzierung, Gesamtwochen, AuszeichnungChartplatzierungen (Jahr, Titel, Platzierungen, Wochen, Auszeichnungen, Anmerkungen) | Anmerkungen                             |
| Jahr | Titel          | NL | BEF | Anmerkungen                             |
| ---- | -------------- | --- | --- | --------------------------------------- |
| 2014 | Gouden tranen  | NL41 (1 Wo.)NL | — | Erstveröffentlichung: 7. Februar 2014   |
| 2016 | Elf11          | NL26 Gold · (24 Wo.)NL | BEF56 (12 Wo.)BEF | Erstveröffentlichung: 11. November 2016 |
| 2019 | Jebroer 4 Life | NL10 Gold · (20 Wo.)NL | BEF13 (19 Wo.)BEF | Erstveröffentlichung: 31. Mai 2019      |
| 2021 | ZesSechsSix    | — | BEF65 (1 Wo.)BEF | Erstveröffentlichung: 24. Juli 2020     |

Weitere Alben
- 2013: Broederschap
- 2016: Elf11
- 2018: Radikal
- 2020: Zes (als erster Teil von ZesSechsSix)
- 2020: Sechs (als zweiter Teil von ZesSechsSix)
- 2021: Six (als dritter und letzter Teil von ZesSechsSix)

### Singles als Leadmusiker
| Jahr | Titel Album                           | Höchstplatzierung, Gesamtwochen, AuszeichnungChartplatzierungen (Jahr, Titel, Album, Platzierungen, Wochen, Auszeichnungen, Anmerkungen) | Höchstplatzierung, Gesamtwochen, AuszeichnungChartplatzierungen (Jahr, Titel, Album, Platzierungen, Wochen, Auszeichnungen, Anmerkungen) | Anmerkungen                                                           |
| Jahr | Titel Album                           | NL | BEF | Anmerkungen                                                           |
| ---- | ------------------------------------- | --- | --- | --------------------------------------------------------------------- |
| 2014 | Banaan (Bigger Better Anthem) –       | NL— GoldNL | BEF6 (23 Wo.)BEF | Erstveröffentlichung: 21. November 2014 feat. Stepherd, Skinto & Jayh |
| 2015 | Roq N Rolla (Totally Summer Anthem) – | — | BEF37 (2 Wo.)BEF | Erstveröffentlichung: 1. Juni 2015 feat. DJ Punish & Taylor Walcott   |
| 2017 | Kind van de duivel Elf11              | NL32 ×3Dreifachplatin · (8 Wo.)NL | BEF5 Gold · (13 Wo.)BEF | Erstveröffentlichung: 7. April 2017 mit DJ Paul Elstak & Dr Phunk     |
| 2017 | Engeltje Jebroer 4 Life               | NL14 Platin · (8 Wo.)NL | BEF26 (4 Wo.)BEF | Erstveröffentlichung: 16. Juni 2017 mit DJ Paul Elstak & Dr Phunk     |

Weitere Singles
- 2017: Kind eines Teufels (mit DJ Paul Elstak, deutsche Version von Kind van de duivel, DE: Gold)
- 2017: Me gabber (NL: Platin)
- 2019: Leven na de dood (mit Dr Phunk, NL: Gold)
- 2019: Flitsmeister (mit Outsiders, NL: Platin)
- 2020: Mutter (mit Harris & Ford)
- 2020: Machinegeweer (mit Sjark)
- 2020: Weltuntergang hymnen
- 2020: Naar de hel
- 2020: Wunderbar (SuperMegaGeilFettFantastischWunderbar) (mit Dr Phunk)
- 2020: Child of the Devil (mit Timmy Trumpet und Dr Phunk)
- 2020: Kogels (mit Outsiders)
- 2021: The Master (mit Harris & Ford)
- 2021: Symphony (mit Blasterjaxx)
- 2021: Robbery (mit Dr Phunk und Lil Texas)
- 2021: Love You
- 2021: King Kong (Jebroer Remix) (mit HBz)
- 2022: Numbs
- 2022: Party Animals (mit Yellow Claw und The Game)
- 2022: Kort en Klein (mit Mr. Polska)
- 2022: Nachtapotheker (mit Piet Junior und Willie Wartaal)
- 2022: Nog Een Beetje (mit Mr. Polska)
- 2022: Until the Day I Die (mit LePrince und Sub Sonik)
- 2022: Noiken (mit Pazoo)

### Singles als Gastmusiker
| Jahr | Titel Album         | Höchstplatzierung, Gesamtwochen, AuszeichnungChartsChartplatzierungen (Jahr, Titel, Album, Platzierungen, Wochen, Auszeichnungen, Anmerkungen) | Anmerkungen                                                                                |
| Jahr | Titel Album         | NL | Anmerkungen                                                                                |
| ---- | ------------------- | --- | ------------------------------------------------------------------------------------------ |
| 2012 | Nooit meer slapen – | NL38 (4 Wo.)NL | Erstveröffentlichung: 5. Oktober 2012 Yellow Claw feat. Ronnie Flex, MocroManiac & Jebroer |

Weitere Gastbeiträge
- 2015: Miljoenen (mit Dirtcaps, NL: Gold)
- 2017: Duizend nachten (mit FeestDJRuud, NL: Gold)
- 2017: My Gabber (mit Scooter)
- 2019: Hoofd omhoog (mit Snelle, NL: Gold)
- 2020: Het escaleert (mit FeestDJRuud und The Dirty Daddies)
- 2021: Feestmuts (mit Nino)